# Universitetet i Utrecht
Universitetet i Utrecht, nederländska: Universiteit Utrecht (UU), är ett universitet, grundat 1636, i den nederländska staden Utrecht. Universitetet hade år 2023 nästan 40 000 studenter och 10 000 anställda, varav fler än 700 heltidsprofessorer.